# 2 on 2 Open Ice Challenge
2 on 2 Open Ice Challenge è un videogioco arcade di hockey su ghiaccio pubblicato da Midway Games nel 1995. Nel 1996 il gioco è stato sviluppato anche per PlayStation. Quest'ultima versione è simile alla prima eccezion fatta per Winnipeg Jets, che sono stati sostituiti dai Phoenix Coyotes. Tra le due versioni del gioco differiscono anche alcuni hockeisti. Nel 1997 è uscito anche una versione per Windows la quale ha le stesse squadre e gli stessi giocatori della versione per PlayStation. Questo videogioco è stato pubblicato solo in Nord America dove ha ricevuto la licenza ufficiale da parte della NHLPA.

## Squadre

### Eastern Conference

#### Atlantic Division
- Florida Panthers
  - Scott Mellanby
  - Gord Murphy
  - Ray Sheppard
  - Ed Jovanovski
  - John Vanbiesbrouck (P)

- New Jersey Devils
  - John MacLean
  - Steve Thomas
  - Scott Stevens
  - Stephane Richer
  - Martin Brodeur (P)

- New York Islanders
  - Derek King
  - Travis Green
  - Wendel Clark
  - Kirk Muller
  - Tommy Soderstrom (P)

- New York Rangers
  - Mark Messier
  - Brian Leetch
  - Luc Robitaille
  - Mike Richter (P)

- Philadelphia Flyers
  - Eric Lindros
  - Rod Brind'Amour
  - Mikael Renberg
  - Ron Hextall (P)

- Tampa Bay Lightning
  - Roman Hamrlík
  - Brian Bradley
  - Petr Klima
  - Darren Puppa (P)

- Washington Capitals
  - Peter Bondra
  - Michal Pivonka
  - Mark Tinordi
  - Jim Carey (P)

#### Northeast Division
- Boston Bruins
  - Adam Oates
  - Ray Bourque
  - Kevin Stevens
  - Blaine Lacher (P)

- Buffalo Sabres
  - Pat LaFontaine
  - Derek Plante
  - Donald Audette
  - Dominik Hašek (P)

- Hartford Whalers
  - Brendan Shanahan
  - Geoff Sanderson
  - Andrew Cassels
  - Sean Burke (P)

- Montreal Canadiens
  - Pierre Turgeon
  - Mark Recchi
  - Vincent Damphousse
  - Patrick Roy (P)

- Ottawa Senators
  - Alexandre Daigle
  - Alexei Yashin
  - Radek Bonk
  - Damian Rhodes (P)

- Pittsburgh Penguins
  - Mario Lemieux
  - Jaromír Jágr
  - Petr Nedvěd
  - Ken Wregget (P)

### Western Conference

#### Central Division
- Chicago Blackhawks
  - Denis Savard
  - Chris Chelios
  - Bernie Nicholls
  - Jeremy Roenick
  - Ed Belfour (P)

- Dallas Stars
  - Mike Modano
  - Kevin Hatcher
  - Dave Gagner
  - Andy Moog (P)

- Detroit Red Wings
  - Sergei Fedorov
  - Steve Yzerman
  - Paul Coffey
  - Dino Ciccarelli
  - Mike Vernon (P)

- St. Louis Blues
  - Brett Hull
  - Shayne Corson
  - Esa Tikkanen
  - Dale Hawerchuk
  - Grant Fuhr (P)

- Toronto Maple Leafs
  - Dave Andreychuk
  - Doug Gilmour
  - Mats Sundin
  - Felix Potvin (P)

- Winnipeg Jets
  - Teemu Selänne
  - Keith Tkachuk
  - Aleksej Žamnov
  - Tim Cheveldae (P)

#### Pacific Division
- Mighty Ducks of Anaheim
  - Paul Kariya
  - Bob Corkum
  - Tom Kurvers
  - Guy Hebert (P)

- Calgary Flames
  - Zarley Zalapski
  - Theoren Fleury
  - Joe Nieuwendyk
  - Phil Housley
  - Trevor Kidd (P)

- Colorado Avalanche
  - Claude Lemieux
  - Joe Sakic
  - Sandis Ozolinsh
  - Peter Forsberg
  - Stephane Fiset (P)

- Edmonton Oilers
  - Doug Weight
  - Jason Arnott
  - Igor Kravchuk
  - Bill Ranford (P)

- Los Angeles Kings
  - Wayne Gretzky
  - Jari Kurri
  - Ray Ferraro
  - Rick Tocchet
  - Kelly Hrudey (P)

- San Jose Sharks
  - Owen Nolan
  - Craig Janney
  - Doug Bodger
  - Artūrs Irbe (P)

- Vancouver Canucks
  - Pavel Bure
  - Trevor Linden
  - Alexander Mogilny
  - Kirk McLean (P)